# 열린 라디오
《열린 라디오》는 대한민국 부산광역시·경상남도 민영방송사 KNN의 라디오 KNN Love FM(부산 FM 105.7MHz)에서 방송되었던 라디오 프로그램이다. 2016년 11월 26일 자로 6개월만에 폐지되었다.